# Myelaphus ussuriensis
Myelaphus ussuriensis là một loài ruồi trong họ Asilidae. Myelaphus ussuriensis được Lehr miêu tả năm 1999.